# 聖ウルスラ
聖ウルスラ（せいウルスラ、ラテン語: Sancta Ursula（小さな雌熊の意），英語: Saint Ursula、? - 383年?）は、伝説の人物で、ブリタニア出身のキリスト教徒の聖女である。しかし聖女の伝説は、ドイツのケルンが発祥の地である。

ウルスラは、1万1千人の処女をめぐるキリスト教的伝説の中心人物で、この伝説は、9世紀に起源があり、ついで、ケルンの小礼拝堂内で墓石が発見されて後、13世紀になって伝承が変容し大きく増幅された。ケルンの墓石は後になって、ウルスラの名前を持つ、さる八歳の少女のものであるとされた。
中世以来、実在の聖女と信じられ、教師と女学校教師の守護聖人とされ、ウルスラ崇敬が盛んであったが、今日その実在は疑問とされている。カトリック教会の典礼暦ではかつてウルスラの祝日は10月21日とされていたが、実在の可能性が低いという理由から1969年以降典礼暦から除外された。

## 概説

### 伝説

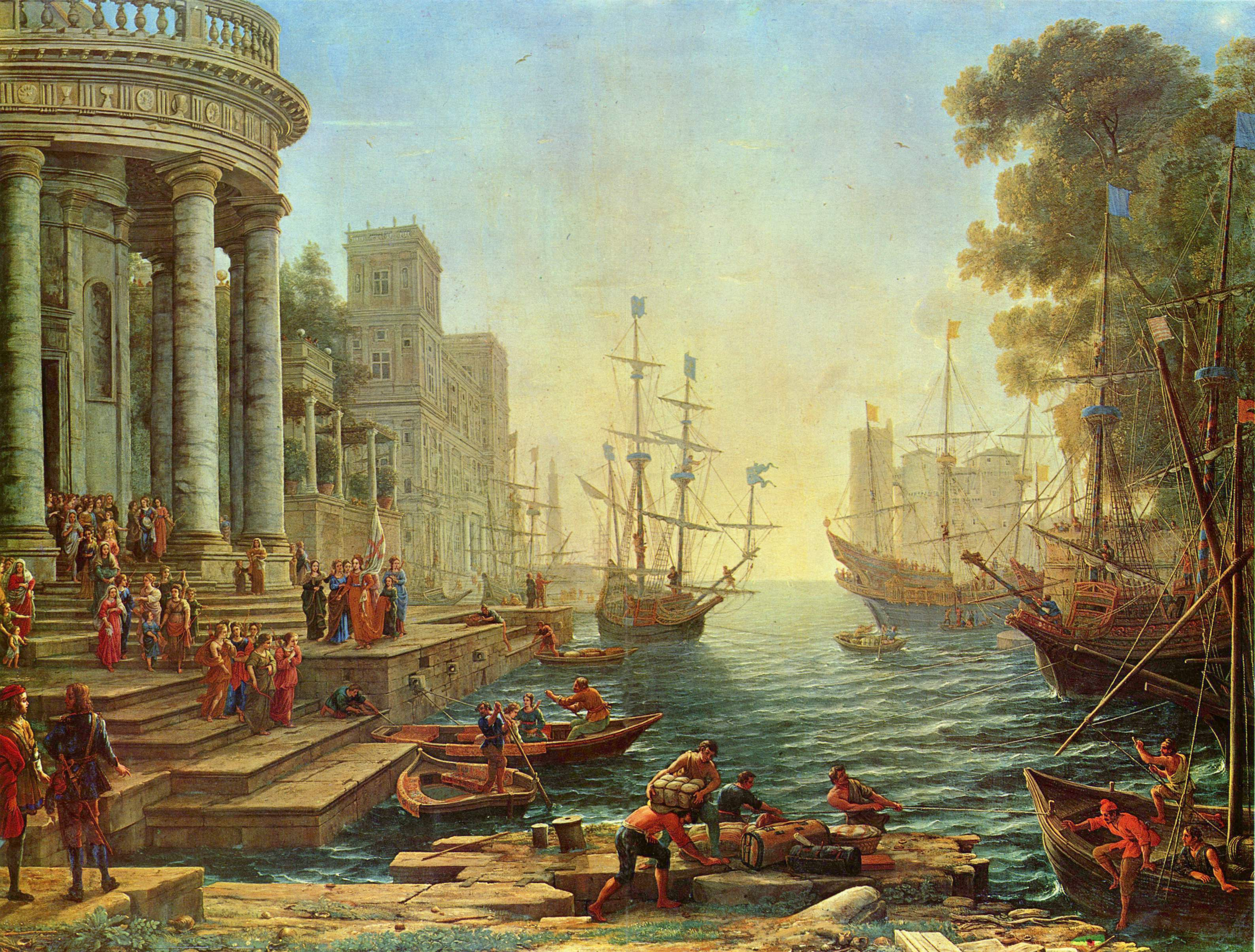
聖ウルスラの船出、クロード・ロラン

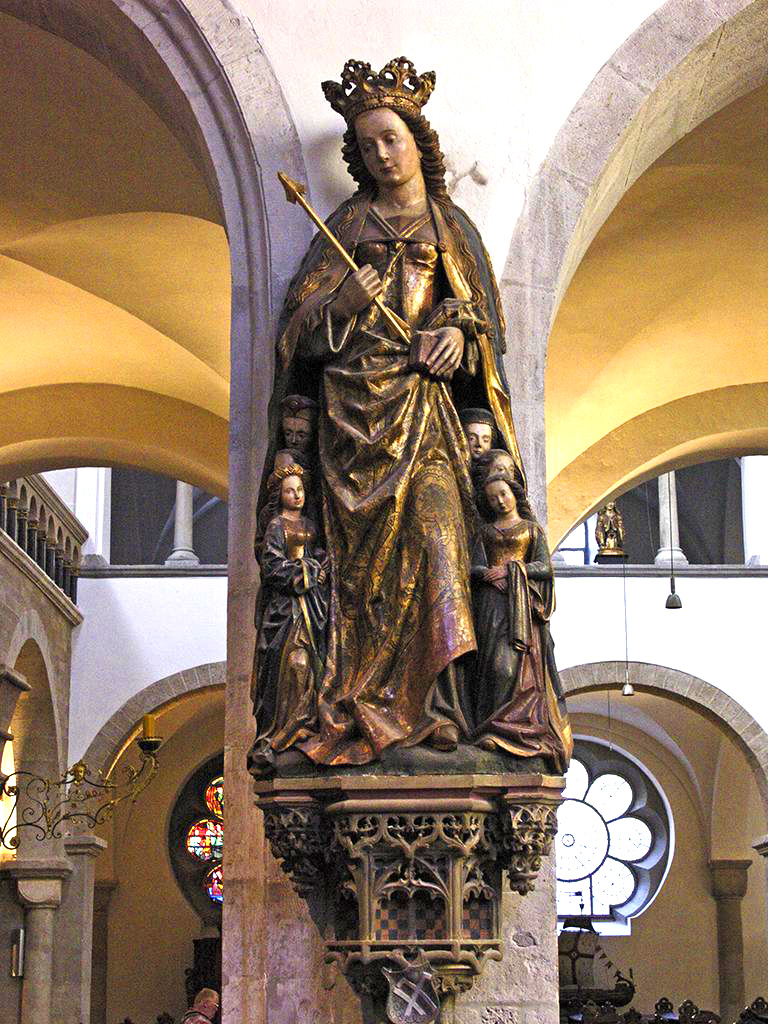
守護聖女ウルスラ像
聖ウルスラ教会、ケルン、ドイツ

ウルスラの伝説は、歴史的な背景を恐らく持っていないと思えるが、彼女がローマ系ブリトン人の王女で、南西イングランドにあったドゥムノニア王国の父王ドノート（ディオノトゥス、en:Dionotus）の求めに応じて、異教徒の総督である、アルモリカ（ブルターニュ）のコナン・メリアドク（en:Conan Meriadoc）を未来の夫として婚姻を結ぶため、1万1千人の処女なる侍女たちと共に船出したとされる。
奇蹟の嵐によって彼女と侍女たちは、わずか一日で海を渡りガリアの港に到着した。その地でウルスラは、婚姻の前に、自分はヨーロッパ全域をめぐる巡礼の旅を成就することを宣言した。
ヤコブス・デ・ウォラギネの『レゲンダ・アウレア』（『黄金伝説』）の記述では、異なった経緯が記されている。すなわち、ブリトン人の王の娘であるウルスラは、イングランドに君臨する異教徒の王の息子アイテリウス（Aetherius）との結婚を求められた。ウルスラはこれに同意したが、三つの条件を提示し、アイテリウスにもまたこの条件を満たすことを求めた。三年以内に、王子アイテリウスは洗礼を受けること。十人の同伴者と更に1万1千人の乙女の一団を編制すること。こうしてウルスラは彼らと共に、ローマへと巡礼の旅に出発することであった。
ウルスラは従う者たちと共にローマへと向かい、教皇キュリアクス（Cyriacus、教皇座の記録には、このような人物は知られていない）、またラヴェンナ司教スルピキウス（Sulpicius）に対し、彼女たちと合流するよう説いたとされる。フン族に包囲されていたコローニュ（ケルン）へと進発して後、従う処女たちは全員、恐るべき虐殺のなかで命を失った。こうして、383年と想定されているが、フン族の首長がウルスラを弓で射殺し、彼女は殉教した。
ウルスラと彼女に従う処女たちはケルンに埋葬されたとされる。その地には、彼女らに奉献された聖ウルスラ教会（St. Ursula）が建立されている。
（この教会は、バシリカ聖堂で、古代のローマの墓地遺跡の上に建造されている。教会が「ウルスラ」の名を持つのは、周辺の墓地で発見された4世紀乃至5世紀頃の墓石に、八歳の少女の名としてウルスラが記されていた為である。このことと、聖ウルスラ伝説が重なり、教会は中世におけるウルスラ崇敬の流行と共に、著名となった）。

### 1万1千人の根拠
確かに5世紀頃には、ケルンには処女の殉教者に関する伝承が存在したが、出典となる記録に応じて数が異なり、2名または11名の少人数の範囲であった。1万1千人の処女という数字は、9世紀になってはじめて登場したものである。
何故このような膨大な人数が言及されるようになったのか、その理由として考えられるのは、一つは、殉教者を二名として、その名を「ウルスラとウンデキミリア（Ursula et Undecimillia）」または「ウルスラとキミリア（Ursula et Ximillia）」と呼んでいたのが、前者の「ウンデキミリア」の名は、ラテン語としては、「undeci(m) millia」つまり「11なる千」、後者の「キミリア」の名は、「XI millia」つまりやはり「11なる千」と間違って解釈可能なため、「ウルスラと1万1千人の乙女」という誤読が生まれたということが考えられる。
また、いま一つの理由としては、「11名の殉教した処女」を意味するラテン語の言葉「 XI （Undecim） Martyres Virgines 」（註：XI はローマ数字で、11 を表す。またプリニウスが使った記法では、「X. M」と表記して「10なる千」を表し、これに従うと、「XI. M」は「11なる千」つまり「1万1千」の数字表現となる）の省略形である「 XI. M. V. 」が、「 Undecim Millia Virginum 」と誤って解釈乃至伝承されて、「1万1千名の乙女たち」などが出てきたと考えられる（カトリック百科事典 による）。
以上の二つとは更に別の説明が存在する。西欧中世にあっては出所不明な遺骨が、殉教者の聖遺物として大量に販売されていたのであり、1万1千という数字の起源はこの中世の状況から出てきたものだとする説である。「聖ウルスラと彼女に従う乙女たち」の話は当時広く知られていた結果、（些か皮肉の入った）この説明では、聖女とその乙女たちの聖遺物と称して、あまりにも多数の遺骨が売られた為、この膨大な数の遺骨を説明するため、1万1千人の処女たちという数字を人々が発明したというものである。（実際のところは、これらの遺骨は、ローマ時代に遡って、教会の墓地に埋葬された人々の遺骸であった）。

## ウルスラと歴史

### 中世における影響

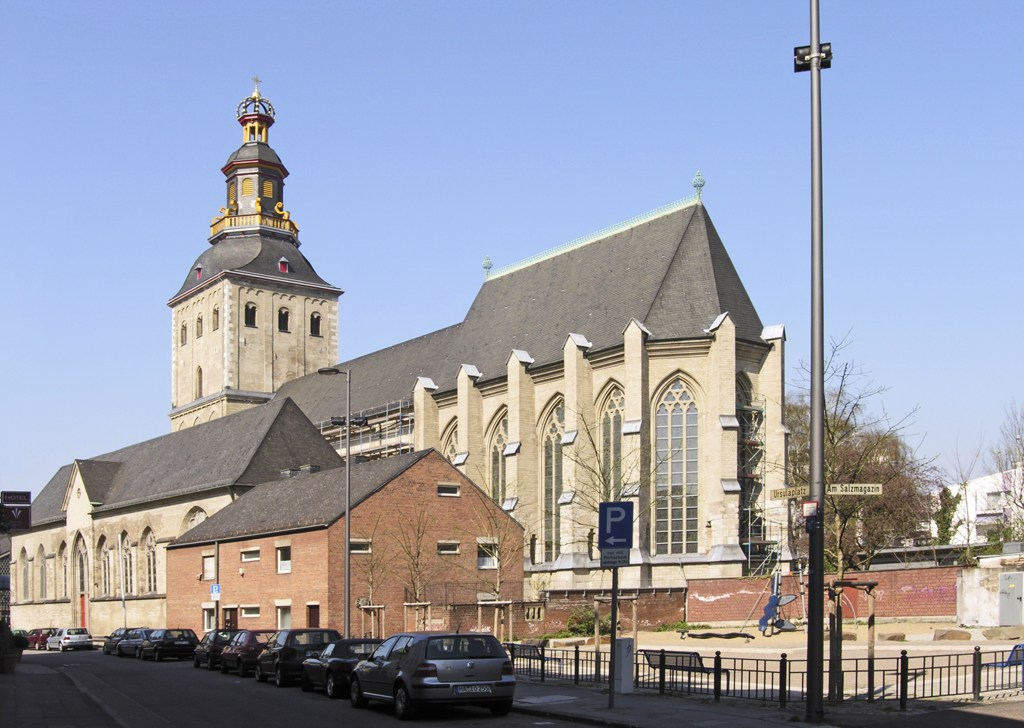
聖ウルスラ教会、ケルン

西欧中世のキリスト教世界（fr:Chrétienté、en:Christendom）においてこの伝説が持った重要性は、例えば、ケルンの都市紋章を飾る11個の炎に現れており、また聖ウルスラがケルンの守護聖人である理由を説明する。ウルスラの聖遺物は、彼女の名を持つバシリカ聖堂において崇敬を受けている。
13世紀には、ソルボンヌが同様にウルスラを守護聖人とし、またこれに倣って、ポルトガルのコインブラの大学、オーストリアのウィーン大学もウルスラを守護聖女とした。ウルスラはまたラシャ（ウールの一種）製造業者たちの守護聖女であり、彼女のマント（外套）は霊験あらたかなものと見なされていた。ウルスラは更に、イコノグラフィーにおける重要な主題であり、わけても画家カルパッチョに霊感を与えた。
聖ウルスラはまた、その聖徳でもよく知られている。彼女は長いあいだ、戦のときに良き死が得られるよう、あるいは、良き婚姻が得られるようその加護を祈る聖女であり、同時に、若い娘の保護者として加護が祈られた。この故にウルスラは、その名を持つ聖ウルスラ修道会の保護の聖女であり、2003年5月18日に列聖された聖ウルシュラ・レドゥホフスカに霊の導きを与えた。

### 大航海時代

英領ヴァージン諸島紋章の聖ウルスラ

クリストファー・コロンブスは、ウルスラと彼女に従った乙女たちに因んでヴァージン諸島を命名した。1520年10月21日に、フェルディナンド・マゼランは、処女岬（Cape Virgenes）を回ってマゼラン海峡へと進入し、この岬を聖ウルスラの処女たちに因んで命名した。ポルトガルの探検家ジョアン・アルヴァレス・ファグンデスは、今日、サンピエール島・ミクロン島として知られる島々を、1521年に「1万1千人の処女」と名づけた。
コロンブスが名付けたヴァージン諸島は後にイギリスの海外領土となり、20世紀においては、イギリス領ヴァージン諸島として知られる。自治領として独自の「紋章」と「イギリス領ヴァージン諸島の旗」を持ち、紋章には、命名の契機となった聖ウルスラの像が描かれている。また1万1千人の処女を象徴する11基の燭台が描かれている。これは、ウルスラを守護聖女とするケルンの都市紋章が、11個の燃える炎を装飾として使っているのと同じ意味を持つ。

### カトリック教会での位置
現代においてはウルスラの物語は歴史的事実に基づかないほぼ完全な創作と見なされている。1969年に教皇パウロ6世は、カトリック教会の聖人のリストの見直しを指示し、歴史的実在性の低い聖人たちを聖人暦から除外した。このときウルスラも除外された。

## 聖ウルスラ修道会
1535年に、イタリアのアンジェラ・メリチ（Angela Merici、1474年?－1540年、聖女、1807年列聖）が創設した聖ウルスラ修道会（en:Order of Ursulines、Ordo Sancti Ursulae ）は、少女の育成と教育にとりわけ専念したが、また世界中に聖ウルスラの誉れある名と崇敬を広めることに貢献した。聖ウルスラはこうして、学生の守護聖人と呼ばれることになった。この修道会に属する修道女であったウルシュラ・レドゥホフスカヤは、20世紀初頭に活躍した人物であるが、2003年に教皇ヨハネ・パウロ2世によって列聖され、聖人となっている。

### 修道会の教育活動
修道会の活動はヨーロッパ全域に広がり、とりわけフランスにおいて盛んであった。やがて、修道会は世界中に女子教育のための教育設備を拡充して行き、多数の女子教育学校を設立した。1639年に、フランスより現在のカナダのケベック州にメール・マリー・ド・レンカルナシオン他数名の修道女が訪れ、この地に北アメリカで最初の女子教育専門の施設を開いた。
日本にはカナダより、1936年10月15日に、メール・セント・マチルドを初めとする三名の聖ウルスラ会の修道女が訪れ、1940年に仙台市木ノ下に聖ウルスラの修道院を設立した。翌1941年には、同会最初の教育設備である「あずま幼稚園」を創設した。更に1948年より「聖ウルスラ学院家庭学校」等、複数の教育機関を設立し、1951年には、「学校法人聖ウルスラ学院」として法人認可を受けた。この後、中学校・高等学校の設立と運営も行い、2005年には、新しいコンセプトのもと小中一貫校としてのプロジェクトを進め、校名を変更して、「聖ウルスラ学院英智小学校・中学校・高等学校」となった。従来女子校であったが、新しい学校名のもと男女共学校となった（参照サイト）。
聖ウルスラを守護者とするカトリックの修道会としては、他に、イタリアのパルマで貧しい少女への慈善教育運動より始められ、1575年に創設された「聖心のウルスラ宣教女修道会」がある。イタリアに本部があり、中国、フィリピン、日本、オーストラリア、台湾に活動支部を備える（SITE）。日本においては、1952年福岡市にその活動拠点を設け、宮崎県延岡市に『学校法人聖心ウルスラ学園』の下、聖心ウルスラ学園付属幼稚園、聖心ウルスラ学園聡明中学校・聖心ウルスラ学園高等学校、聖心ウルスラ学園短期大学の経営を行っている。

## その他
- ヒルデガルト・フォン・ビンゲンは、殉教した乙女たちを称える多数の讃歌を作曲した。聖ウルスラに献げられた歌の完全収録アルバムは、ア・カペラグループのアノニマス4（Anonymous4）が歌った CD『1万1千人の乙女たち：聖ウルスラ祝日の讃歌』が1997年に、ハルモニア・ムンディから発売されている。
- アーシュラ・K・ル＝グウィンは、1929年10月21日に、カリフォルニア州バークレーで誕生し、聖ウルスラに因んでアーシュラと名づけられた。
- ギョーム・アポリネール の艶笑諷刺小説 『一万一千本の鞭』（ fr:Les Onze Mille Verges1907年）の題名はVierges（処女）とVerges（鞭、ペニスの俗語）の言葉遊び。